# Leichtathletik-Länderkampf der Männer 1977 Großbritannien – BR Deutschland
| 15. Leichtathletik-Länderkampf mit bundesdeutscher Beteiligung 1977 | 15. Leichtathletik-Länderkampf mit bundesdeutscher Beteiligung 1977 |
| ------------------------------------------------------------------- | ------------------------------------------------------------------- |
|                                                                     |                                                                     |
| Ländervergleich der Männer: Großbritannien – BR Deutschland         |                                                                     |
| Austragungsort                                                      | London                                                              |
| Wettbewerbe                                                         | 20                                                                  |
| Datum                                                               | 28./29. August                                                      |
| 1. GBR 2. FRG                                                       | 125 Punkte 086 Punkte                                               |
| Chronik                                                             |                                                                     |
| ← FRG-BEL-NLD (M)                                                   | GBR-FRG (F) →                                                       |

Im fünfzehnten Vergleich des Länderkampfjahres 1977 traten die Männer in London zum dreizehnten Mal in einem allgemeinen Länderkampf gegen Großbritannien an. Elf der vorangegangenen Begegnungen waren an Deutschland gegangen, eine an Großbritannien. Das letzte Aufeinandertreffen lag schon einige Jahre zurück und hatte 1971 ebenfalls in London mit einem bundesdeutschen Sieg geendet. Die Veranstaltung fand eine gute Woche nach Durchführung des Europacups in Helsinki und eine knappe Woche vor den Wettkämpfen des Weltcups in Düsseldorf statt. Das Team der Bundesrepublik trat nicht in seiner Toppbesetzung an, unter anderem fehlten die für einen Einsatz im Weltcup vorgesehenen Athleten komplett. Auch die Frauen der beiden Nationen trugen ebenfalls in London gleichzeitig einen Länderkampf in getrennter Wertung aus.

## Modus
Auf dem Programm standen zwanzig Disziplinen. In den Einzelläufen gab es diesmal Abweichungen von den bei Länderkämpfen üblichen Wettbewerben. Die Distanz der längeren Mittelstrecke betrug eine Meile (1,60934 km) statt 1500 Meter. Auf den beiden Langstrecken – üblicherweise ausgetragen über 5000 und 10.000 Meter – gab es zwei Rennen über 3000 und 5000 Meter. Aus dem olympischen Wettbewerbskatalog fehlten darüber hinaus nur noch der Marathonlauf, die beiden Disziplinen im Straßengehen und der Zehnkampf. Die Punkte wurden nach dem Standardsystem vergeben.

## Ergebnis
Die britischen Leichtathleten waren hoch dominant. In den Einzelläufen konnten die bundesdeutschen Vertreter lediglich den 3000-Meter-Lauf für sich entscheiden, alle anderen Wettbewerbe gingen an Großbritannien. Von den Staffeln gewann jede Mannschaft eine. Jeweils drei Disziplinen der Bereiche Sprung beziehungsweise Wurf/Stoß konnten die Briten auf ihrem Konto verbuchen. Ihre bundesdeutschen Kontrahenten waren hier nur im Hochsprung und Diskuswurf erfolgreich. So verloren die bundesdeutschen Männer auch ihren letzten Länderkampf mit dem allgemeinen leichtathletischen Programm in diesem Jahr sehr deutlich mit 86 zu 125 Punkten.

## Legende
Kurze Übersicht zur Bedeutung der Symbolik – so üblicherweise auch in sonstigen Veröffentlichungen verwendet:
| w | Rückenwindunterstützung über dem erlaubten Limit von 2,0 m/s |

## Resultate

### 100 m
| Platz | Athlet          | Land | Zeit (s) |
| ----- | --------------- | ---- | -------- |
| 1     | Ainsley Bennett | GBR  | 10,47    |
| 2     | Allan Wells     | GBR  | 10,62    |
| 3     | Ulrich Haupt    | FRG  | 10,70    |
| 4     | Werner Zaske    | FRG  | 10,72    |

Datum: 28. August

### 200 m
| Platz | Athlet           | Land | Zeit (s) |
| ----- | ---------------- | ---- | -------- |
| 1     | Ainsley Bennett  | GBR  | 21,45    |
| 2     | Allan Wells      | GBR  | 21,77    |
| 3     | Christoph Trappe | FRG  | 22,22    |
| 4     | Heiner Schumann  | FRG  | 22,38    |

Datum: 29. August

### 400 m
| Platz | Athlet        | Land | Zeit (s) |
| ----- | ------------- | ---- | -------- |
| 1     | Glen Cohen    | GBR  | 45,89    |
| 2     | David Jenkins | GBR  | 46,02    |
| 3     | Werner Schmal | FRG  | 47,67    |
| 4     | Hartmut Weber | FRG  | 47,80    |

Datum: 28. August

### 800 m
| Platz | Athlet           | Land | Zeit (min) |
| ----- | ---------------- | ---- | ---------- |
| 1     | Sebastian Coe    | GBR  | 1:47,78    |
| 2     | Reiner Burmester | FRG  | 1:48,74    |
| 3     | Bernd Toepfer    | FRG  | 1:49,66    |
| 4     | David Warren     | GBR  | 1:50,69    |

Datum: 28. August

### 1 Meile
| Platz | Athlet          | Land | Zeit (min) |
| ----- | --------------- | ---- | ---------- |
| 1     | Sebastian Coe   | GBR  | 3:57,7     |
| 2     | Michael Lederer | FRG  | 3:58,3     |
| 3     | John Robson     | GBR  | 3:58,8     |
| 4     | Peter Belger    | FRG  | 4:01,2     |

Datum: 29. August

### 3000 m
| Platz | Athlet                | Land | Zeit (min) |
| ----- | --------------------- | ---- | ---------- |
| 1     | Harald Hudak          | FRG  | 7:57,4     |
| 2     | Nathaniel Muir        | GBR  | 8:01,4     |
| 3     | Wolf-Dieter Poschmann | FRG  | 8:02,3     |
| 4     | James Espir           | GBR  | 8:16,5     |

Datum: 28. August

### 5000 m
| Platz | Athlet           | Land | Zeit (min) |
| ----- | ---------------- | ---- | ---------- |
| 1     | Julian Goater    | GBR  | 13:32,1    |
| 2     | Christoph Herle  | FRG  | 13:54,2    |
| 3     | Dave Black       | GBR  | 13:57,3    |
| 4     | Frank Zimmermann | FRG  | 13:58,0    |

Datum: 29. August

### 110 m Hürden
| Platz | Athlet              | Land | Zeit (s) |
| ----- | ------------------- | ---- | -------- |
| 1     | Berwyn Price        | GBR  | 14,09    |
| 2     | Mark Holtom         | GBR  | 14,24    |
| 3     | Hans-Walter Schmitt | FRG  | 14,73    |
| 4     | Karl-Werner Dönges  | FRG  | 15,11    |

Datum: 29. August

### 400 m Hürden
| Platz | Athlet           | Land | Zeit (s) |
| ----- | ---------------- | ---- | -------- |
| 1     | Alan Pascoe      | GBR  | 50,09    |
| 2     | Ulrich Zunker    | FRG  | 51,80    |
| 3     | Peter Kelly      | GBR  | 51,80    |
| 4     | Wolfgang Richter | FRG  | 52,98    |

Datum: 28. August

### 3000 m Hindernis
| Platz | Athlet                | Land | Zeit (min) |
| ----- | --------------------- | ---- | ---------- |
| 1     | Dennis Coates         | GBR  | 8:28,2     |
| 2     | Eberhard Weyel        | FRG  | 8:32,2     |
| 3     | Peter Griffiths       | GBR  | 8:34,0     |
| 4     | Wolf-Dieter Poschmann | FRG  | 8:51,1     |

Datum: 29. August

### 4 × 100 m Staffel
| Platz | Besetzung      | Land                                                 | Zeit (s) |
| ----- | -------------- | ---------------------------------------------------- | -------- |
| 1     | BR Deutschland | Ulrich Haupt Heiner Schumann Fritz Heer Werner Zaske | 40,16    |
| 2     | Großbritannien | Allan Wells Tim Bonsor Ainsley Bennett David Roberts | 40,28    |

Datum: 28. August

### 4 × 400 m Staffel
| Platz | Besetzung      | Land                                                          | Zeit (min) |
| ----- | -------------- | ------------------------------------------------------------- | ---------- |
| 1     | Großbritannien | Peter Hoffman David Jenkins Glen Cohen Danny Laing            | 3:07,5     |
| 2     | BR Deutschland | Werner Schmal Bernd Toepfer Thomas Wilking Werner Niederquell | 3:10,4     |

Datum: 29. August

### Hochsprung
| Platz | Athlet          | Land | Höhe (m) |
| ----- | --------------- | ---- | -------- |
| 1     | Andre Schneider | FRG  | 2.14     |
| 2     | Paul Frommeyer  | FRG  | 2.11     |
| 3     | Alan Dainton    | GBR  | 2.08     |

Datum: 28. August
Großbritannien stellte hier nur einen Teilnehmer.

### Stabhochsprung
| Platz | Athlet        | Land | Höhe (m) |
| ----- | ------------- | ---- | -------- |
| 1     | Brian Hooper  | GBR  | 5,40     |
| 2     | Hanns Gedrat  | FRG  | 5,30     |
| 3     | Alan Williams | GBR  | 5,25     |
| 4     | Dietmar Wesp  | FRG  | 5,00     |

Datum: 29. August

### Weitsprung
| Platz | Athlet             | Land | Weite (m) |
| ----- | ------------------ | ---- | --------- |
| 1     | Roy Mitchell       | GBR  | 7,7800    |
| 2     | Hans-Jürgen Berger | FRG  | 7,7000    |
| 3     | Joachim Busse      | FRG  | 7,5500    |
| 4     | Aston Moore        | GBR  | 7,54 w    |

Datum: 28. August

### Dreisprung
| Platz | Athlet        | Land | Weite (m) |
| ----- | ------------- | ---- | --------- |
| 1     | Keith Connor  | GBR  | 16,07     |
| 2     | David Johnson | GBR  | 15,73     |
| 3     | Dieter Eckert | FRG  | 15,13     |
| 4     | Klaus Kübler  | FRG  | 14,37     |

Datum: 28. August
Klaus Kübler verletzte sich in seinem ersten Versuch.

### Kugelstoßen
| Platz | Athlet       | Land | Weite (m) |
| ----- | ------------ | ---- | --------- |
| 1     | Geoff Capes  | GBR  | 20,49     |
| 2     | Mike Winch   | GBR  | 19,27     |
| 3     | Josef Forst  | FRG  | 18,68     |
| 4     | Alwin Wagner | FRG  | 16,42     |

Datum: 29. August

### Diskuswurf
| Platz | Athlet         | Land | Weite (m) |
| ----- | -------------- | ---- | --------- |
| 1     | Alwin Wagner   | FRG  | 61,78     |
| 2     | Pete Tancred   | GBR  | 56,34     |
| 3     | Richard Slaney | GBR  | 54,98     |
| 4     | Josef Forst    | FRG  | 52,32     |

Datum: 29. August

### Hammerwurf
| Platz | Athlet         | Land | Weite (m) |
| ----- | -------------- | ---- | --------- |
| 1     | Chris Black    | GBR  | 72,08     |
| 2     | Manfred Hüning | FRG  | 71,32     |
| 3     | Roland Klein   | FRG  | 67,64     |
| 4     | Kim Whitehead  | GBR  | 65,66     |

Datum: 29. August

### Speerwurf
| Platz | Athlet           | Land | Weite (m) |
| ----- | ---------------- | ---- | --------- |
| 1     | David Ottley     | GBR  | 80,50     |
| 2     | Helmut Schreiber | FRG  | 73,22     |
| 3     | Friedel Löser    | FRG  | 72,08     |
| 4     | Charles Clover   | GBR  | 70,22     |

Datum: 28. August